# Santiago Garrigó Tortajada
Santiago Garrigó Tortajada   (Barcelona, 12 d'abril de 1929 - Barcelona, 28 de novembre de 2017) fou un futbolista català de la dècada de 1950.
Jugava a la posició de porter. Va ser jugador de l'equip amateur del RCD Espanyol. Amb el primer equip només disputà un partit de lliga la temporada 1949-50. Només juga tres minuts com a substitut de Valero en el partit Gimnàstic 3 - Espanyol 1, el 30-10-1949.
La temporada 1950-51 fitxà per la UE Sant Andreu.
Advocat i economista de professió, en política era carlí i als anys 50 i 60 pertanyia al Círculo Central Español de Barcelona, entitat tradicionalista de la qual va ser compromissari per les eleccions municipals de la ciutat.